# Долголаптев, Анатолий Васильевич
Анатолий Васильевич Долголаптев — советский инженер и политик, депутат Совета Федерации 1 созыва от Московской области, доктор технических наук.

## Биография
Родился 10 июня 1949 года в Оренбурге. Выпускник МВТУ им. Н. Э. Баумана 1974 года по специальности инженер-механик. В 1986 году защитил кандидатскую диссертацию по техническим наукам «Разрушение твёрдых пород без взрывов». Доктор технических наук с 1996 года. Работал в 1974-90 — Институте горного дела им. А. А. Скочинского, сначала инженером, потом заведующим лабораторией;
С 1990 года 1 заместитель председателя Мособлсовета[уточнить]. C 1991 по 1993 первый заместитель главы администрации Московской области. В декабре 1993 года избран в Совет Федерации от Московской области от Всероссийского союза «Обновление», участника избирательного блока Гражданский союз . . Получил 28 % голосов. С 25 октября 1994 года до 18 января 1996 года Заместитель председателя совета Федерации. Заместитель председателя РОПП. В 1997 избран депутатом Московской областной Думы, был председателем Комитета по научно-промышленному комплексу во II-м и в III-м созыве до 2005 года. Участвовал в выборах губернатора Московской области в 1999 году. Вместе с ним на пост вице-губернатора избирался Меньшов, Владимир Валентинович. На этих выборах он набрал 1,38 % голосов. В 2009 годы выдвигался в совет поселения Пироговский Мытищинского района, однако получил отказ в регистрации.
Генеральный директор, НТ АНО "Центр водородных энергетических технологий. Президент Лиги содействия оборонным предприятиям России. Генеральный директор ОАО "Корпорация «Компомаш». Президент Клуба Императорского Технического Училища. Президент союза наукоградов России. Главный редактор журнала «Инновационная экономика России»

## Награды и Почётные звания
- Медаль ордена «За заслуги перед Отечеством» II степени (10 сентября 1999 года) — за большой вклад в укрепление экономики, развитие социальной сферы и многолетний добросовестный труд[1],
- Орден «Шахтерской славы» 3-х степ.,
- Медаль «За отвагу на пожаре»,
- Медаль «В честь 850-летия Москвы»,
- Почетный гражданин Талдомского района.

## Книги
- «На Волге не так, как на Миссисипи»,
- «Быть ли России тигром»;